# Distretto di Tarucachi
Il distretto di Tarucachi è un distretto del Perù, facente parte della provincia di Tarata, nella regione di Tacna.